# シャドー (1994年の映画)
『シャドー』（原題: The Shadow）は、1994年制作のアメリカ合衆国の映画。
1931年にラジオドラマとして制作されたものが、ウォルター・B・ギブソンによりパルプ・マガジン化されたヒーロー作品『The Shadow』の映画化 。

## あらすじ
1920年代。ラモント・クランストンはチベットに渡り、「インコー」と名を変えて悪逆非道の限りを尽くしていた。それを見かねた聖者タルクは、彼に邪心を制して罪の償いをするよう命じ、特殊な能力を与えたうえでアメリカに送り返した。
時は流れ、1931年のニューヨーク。街では高らかな笑い声と影だけの存在がギャングたちを成敗していた。それが改心したラモントの変身した姿＝怪人“シャドー”であった。
ある日、ラモントは自分と同じテレパシー能力を持つマーゴ・レインという美女と知り合う。その頃、市の博物館にチベットから届けられたミイラの柩からチンギス・カンの末裔シワン・カーンが出現した。世界征服を企むシワンは、マーゴの父で科学者のラインハルトが陸軍のために開発中のベリリウム爆弾を手に入れようと画策していた。ここに、怪人対怪人の闘いの幕が切って落とされた。

## キャスト
| 役名                              | 俳優                              | 日本語吹替 | 日本語吹替                                                                                      |
| 役名                              | 俳優                              | ソフト版   | テレビ朝日版                                                                                    |
| --------------------------------- | --------------------------------- | ---------- | ----------------------------------------------------------------------------------------------- |
| ラモント・クランストン/“シャドー” | アレック・ボールドウィン          | 江原正士   | 辻親八                                                                                          |
| シワン・カーン                    | ジョン・ローン                    | 松橋登     | 石塚運昇                                                                                        |
| マーゴ・レイン                    | ペネロープ・アン・ミラー          | 土井美加   | 日野由利加                                                                                      |
| モー                              | ピーター・ボイル                  | 原田一夫   | 島香裕                                                                                          |
| ラインハルト・レイン              | イアン・マッケラン                | 大木民夫   | 大木民夫                                                                                        |
| ファーリー・クレイモア            | ティム・カリー                    | 幹本雄之   | 屋良有作                                                                                        |
| バース                            | ジョナサン・ウィンタース          | 小関一     | 滝口順平                                                                                        |
| ロイ・タム博士                    | サブ・シモノ                      | 藤城裕士   | 峰恵研                                                                                          |
| バーバンク                        | アンドレ・グレゴリー              |            |                                                                                                 |
| リー・ペン                        | ジェームズ・ホン                  | 伊藤和晃   | 堀之紀                                                                                          |
| アイザック・ニューボルト          | ジョゼフ・メイハー                | 西村知道   | 藤本譲                                                                                          |
| バーガー                          | マックス・ライト                  | 塚田正昭   | 塚田正昭                                                                                        |
| ネルソン                          | イーサン・フィリップス            |            |                                                                                                 |
| レインの護衛                      | アブラハム・ベンルービ            |            |                                                                                                 |
| ファーバの声                      | フランク・ウェルカー              |            |                                                                                                 |
| タルクの声                        | バリー・デネン （クレジットなし） | 西村知道   | 乃村健次                                                                                        |
| その他                            |                                   |            | 草尾毅 坂口哲夫 掛川裕彦 伊藤栄次 中博史 田口昂 松本大 天田益男 堀川仁 火野カチコ 西宏子 山崎優 |
|                                   |                                   |            |                                                                                                 |
| 演出                              |                                   |            | 福永莞爾                                                                                        |
| 翻訳                              |                                   |            | 宇津木道子                                                                                      |
| 効果                              |                                   |            | リレーション                                                                                    |
| 調整                              |                                   |            | 山田太平                                                                                        |
| 製作                              |                                   |            | ムービーテレビジョン                                                                            |
| 初回放送                          |                                   |            | 1997年10月26日 『日曜洋画劇場』                                                                 |

## 関連作品
- スーパーマン
- バットマン
- グリーン・ホーネット
- ロケッティア
- スパイダーマン